# 日本の年中行事・記念日の分類
日本の年中行事・記念日の分類（にっぽんのねんじゅうぎょうじ・きねんびのぶんるい）では、日本で現在広く行われている年中行事および記念日の、日取りの基準による分類を示す。ここでは、「新暦」は現行のグレゴリオ暦、「旧暦」は伝統的な太陰太陽暦とする。

## 旧暦日付に由来するが、現在では新暦・旧暦・月遅れで行われるもの
日本の伝統行事はここに属するものが多い。新暦・旧暦・月遅れ（中暦）のいずれで行われるかは地域による。多くは特定日付だが、初午のように日の干支によるものもある。ここでは、正月などのように月遅れのないものや、七五三などのように旧暦日付に由来するものの、現在では専ら新暦で祝われるものも含む。
- 五節句
  - 人日の節句（七草の節句）…1月7日
  - 上巳の節句（桃の節句・雛祭り）…3月3日
  - 端午の節句（こいのぼり）…5月5日
  - 七夕の節句…7月7日
  - 重陽の節句（菊の節句）…9月9日
- その他
  - 正月…1月1日（旧暦の場合は特に旧正月と呼ばれる）
  - 初午…2月の最初の午の日
  - 涅槃会…2月15日
  - 灌仏会（花祭）…4月8日
  - 夏越の祓…6月末日（新暦では6月30日、旧暦では6月（閏6月があれば閏6月）29日または30日）
  - お盆…7月15日
  - 八朔…8月1日
  - 七五三…11月15日
  - 大晦日…12月末日（新暦では12月31日、旧暦では12月（閏12月があれば閏12月）29日または30日）

これら本来は旧暦日付の行事は、現在ではそのままの日付で新暦で祝われることが多いが、これだと季節感のずれが生じる。例えば七夕の場合は、新暦7月7日は梅雨の最中であり、季節や伝統をあまりに無視したものとして槍玉に挙がることも少なくない。そこで、これらの行事の季節感をなるべく合わせるため、月遅れという方式が考案され、お盆では全国的な主流となり、他の行事でも一部地域で用いられている。
次に、代表的な伝統行事が現在日本で地域によって新暦・旧暦・月遅れのいずれの方式で行われているかを示す。ちなみに日本以外の漢字文化圏では今でも旧暦（農暦）で行うのが一般的である。
- 正月：全国的に新暦正月が普及し、旧正月は沖縄県や鹿児島県の奄美群島、そして中華街、あとは一部の神社の祭典や寺での行事が残っているのにとどまっている。
- 桃の節句：全国的な主流は新暦3月3日。東北・北陸のような積雪・寒冷地などでは旧暦3月3日か新暦4月3日（月遅れ）に行うことが多い。
- 端午の節句：全国的な主流は新暦5月5日。少ないながら旧暦5月5日や新暦6月5日（月遅れ）に行う地域もある。
- 七夕：新暦7月7日、旧暦7月7日、新暦8月7日（月遅れ）の地域が入り混じっている。旧暦または月遅れの地域は北海道・仙台（北海道でも一部新暦）が代表的であるが他にも各地に多く、国立天文台も旧暦七夕を「伝統的七夕」としてキャンペーンを行っている。
- お盆：全国的な主流は新暦8月15日（月遅れ）。沖縄・奄美地方などでは旧暦7月15日（旧盆）。新暦7月15日は東京・横浜・函館など一部地域にとどまる。

## 新暦のみ
春分の日と秋分の日以外の国民の祝日、欧米から来た行事および明治以降に作られた記念日の類がここに属する。これも多くは特定日付だが、一部「第何週の何曜日」という決め方をしているものもある。

### 特定日付
- 国民の祝日の多くはここに属する。（現在では廃止されたものや変遷などについては当該記事を参照のこと）
  - 元日…1月1日
  - 建国記念の日…2月11日
  - 天皇誕生日…2月23日
  - 昭和の日…4月29日
  - 憲法記念日…5月3日
  - みどりの日…5月4日
  - こどもの日…5月5日
  - 山の日…8月11日
  - 文化の日…11月3日
  - 勤労感謝の日…11月23日

- 欧米から来た行事
  - バレンタインデー…2月14日
  - エイプリルフール…4月1日
  - メーデー…5月1日
  - ハロウィン…10月31日
  - クリスマス…12月25日
    - クリスマスは日本正教会ではユリウス暦で12月25日に当たる日（現在はグレゴリオ暦1月7日）に行われる。
- 明治以降に作られた記念日の類の多くはここに属する。ここでは代表的なもののみを示す。
  - 猫の日…2月22日
  - ホワイトデー…3月14日
  - 放送記念日…3月22日
  - 電気記念日…3月25日
  - 電波の日…6月1日
  - 気象記念日…6月1日
  - 時の記念日…6月10日
  - 広島原爆忌…8月6日
  - 長崎原爆忌…8月9日
  - 終戦の日…8月15日
  - 防災の日…9月1日
  - 老人の日…9月15日
  - 鉄道の日…10月14日
  - 貯蓄の日…10月17日
  - 映画の日…12月1日
  - その他は日本の記念日一覧を参照。

### 第何週の何曜日
- 国民の祝日のうち、ハッピーマンデー制度を適用しているもの
  - 成人の日…1月第2月曜日
  - 海の日…7月第3月曜日
  - 敬老の日…9月第3月曜日
  - スポーツの日…10月第2月曜日
- 一部の記念日
  - 母の日…5月第2日曜日
  - 父の日…6月第3日曜日

## 旧暦のみ
- 月見は月相が必要なため、旧暦日付のみで祝われる。
  - 十五夜…旧暦8月15日
  - 十三夜…旧暦9月13日
  - 十日夜…旧暦10月10日

## 二十四節気・太陽黄経基準
日本の年中行事・記念日の類の中には、二十四節気や太陽黄経を基準とするものもある。雑節と呼ばれるものは概ねここに属する。太陽黄経何度、あるいは立春から何日といった決め方の場合、新暦上では日付はほぼ一定だが、その年によって日がずれることがある。例えば節分（立春の前日）は現在は毎年2月3日だが、過去には2月4日の年があったし、将来についても2月2日の年が現れると計算されている。
- 二十四節気
  - 立春…太陽黄経315度
  - 雨水…太陽黄経330度
  - 啓蟄…太陽黄経345度
  - 春分…太陽黄経0度
    - 春分の日（国民の祝日）

  - 清明…太陽黄経15度
  - 穀雨…太陽黄経30度
  - 立夏…太陽黄経45度
  - 小満…太陽黄経60度
  - 芒種…太陽黄経75度
  - 夏至…太陽黄経90度
    - 日本の伝統的な風習としては、全国的なものはないが、尾張地方の一部で無花果田楽を食べるなど一部地域でのものはある。
    - キャンドルナイトの日

  - 小暑…太陽黄経105度
  - 大暑…太陽黄経120度
  - 立秋…太陽黄経135度
  - 処暑…太陽黄経150度
  - 白露…太陽黄経165度
  - 秋分…太陽黄経180度
    - 秋分の日（国民の祝日）

  - 寒露…太陽黄経195度
  - 霜降…太陽黄経210度
  - 立冬…太陽黄経225度
  - 小雪…太陽黄経240度
  - 大雪…太陽黄経255度
  - 冬至…太陽黄経270度
    - かぼちゃを食べる、ゆず湯に入るなどの風習がある。

  - 小寒…太陽黄経285度
  - 大寒…太陽黄経300度
- その他太陽黄経を基準とするもの
  - 土用
    - 春土用…太陽黄径27度～立夏
    - 夏土用…太陽黄径117度～立秋（一般に土用といえば夏土用を指す）
    - 秋土用…太陽黄径207度～立冬
    - 冬土用…太陽黄径297度～立春

  - 入梅…太陽黄経80度
  - 七十二候
    - 半夏生…太陽黄経100度
- 立春・春分・秋分からの日数を基準とするもの
  - 彼岸…春分・秋分を中日とし、前後各3日を合わせた各7日間（1年で計14日間）
  - 節分…立春（本来は立夏・立秋・立冬も）の前日
  - 八十八夜…立春から88日目
  - 二百十日…立春から210日目
  - 二百二十日…立春から220日目
- 日取りの決定に太陽黄経基準のものと日の干支を用いるもの
  - 社日…春分または秋分に最も近い戊の日
  - 土用の丑の日…土用期間中の丑の日
    - 一般には夏の土用の丑の日をいい、ウナギを食べる風習があるが、近年では夏以外でも土用の丑の日が取り上げられることが増えている（冬の寒の土用の丑の日など）。

## その他
- 日本の休日
  - 振替休日…国民の祝日が日曜日に当たる場合、その直後の国民の祝日でない日
  - 国民の休日…2つの国民の祝日に挟まれた平日
- 欧米から来た行事
  - 復活祭（イースター）…春分の直後の満月の直後の日曜日